# Плешоју (Николаје Балческу)
Плешоју (рум. Pleșoiu) насеље је у Румунији у округу Валча у општини Николаје Балческу. Oпштина се налази на надморској висини од 238 m.

## Становништво
Према подацима из 2002. године у насељу је живело 344 становника, од којих су сви румунске националности.